# Huriel

Huriel este o comună în departamentul Allier din centrul Franței. În 1 ianuarie 2022 avea o populație de 2.568 de locuitori.